# Kågen
Kågen  (en Nordsamisk Gávvir) est une île du comté de Troms, sur la côte de la mer de Norvège. L'île fait partie la commune de Skjervøy. Elle est la 52e plus grande île de Norvège.

## Description

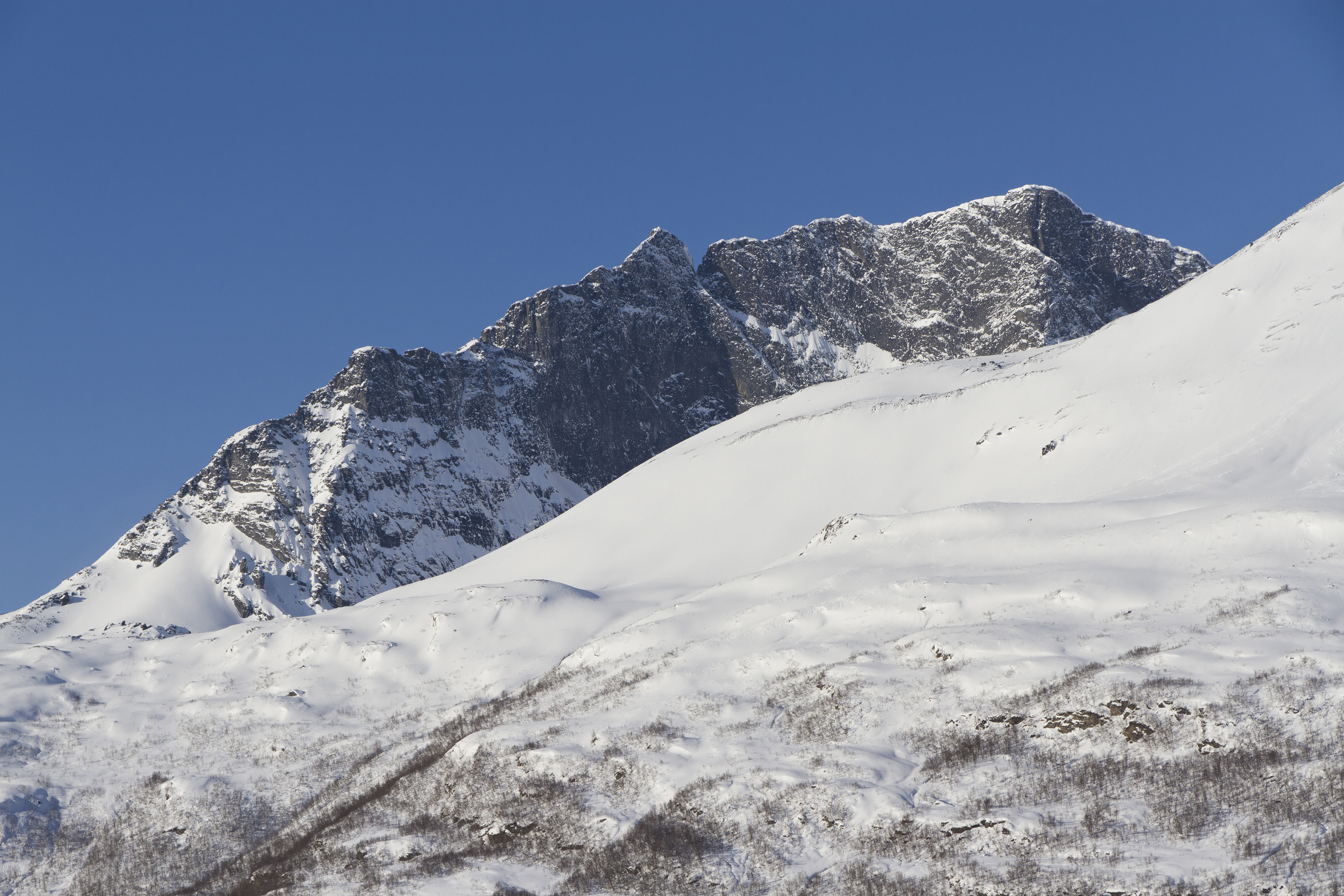
Face est de Store Kågtinden

L'île de 85,7 km2 est situé au sud-est de l'île de Skjervøya et au sud des îles Arnøya et Laukøya. Elle se trouve entre le fjord de Kvænangen (à l'est) et le fjord de Lyngen (à l'ouest). L'île est montagneuse avec plusieurs sommets de plus de 1 000 mètres au-dessus du niveau de la mer. Le point culminant est le magasin de montagne Kågtind (1 228 mètres).
Kågen est relié à Skjervøya et au centre municipal de Skjervøy par le pont Skattørsundet (Skjervøy Bridge (en)). Au sud, Kågen est relié au continent par le tunnel de Maursund (Maursund Tunnel (en)). De Storstein, au nord-est sur Kågen, un ferry rejoint Nikkeby sur Laukøya et Lauksundskaret sur Arnøya.